# Cleopus pulchellus
Cleopus pulchellus – gatunek chrząszcza z rodziny ryjkowcowatych i plemienia Cionini.

## Taksonomia
Gatunek ten opisany został po raz pierwszy w 1795 roku przez Johanna F.W. Herbsta jako Curculio pulchellus.

## Morfologia
Chrząszcz o ciele długości od 2,6 do 2,9 mm. Ubarwienie ma brunatne do czarnobrunatnego z jaśniejszymi, czerwonobrunatnymi: goleniami, stopami, trzonkami czułków i ich biczykami. Jego pokrywy gęsto porastają czarne, aksamitne włosowate łuseczki, na nieparzystych międzyrzędach (zagonikach) tworzące ostro odgraniczone czarne plamy; ponadto na pokrywach występują rozproszone, krótsze od szerokości międzyrzędów, silnie nachylone w tył szczecinki, najliczniej widoczne w ich tylnej części.
Gruby, walcowaty i słabo zakrzywiony ryjek jest mniej więcej tak długi jak głowa i przedplecze razem wzięte. W przypadku obu płci ryjek jest na całej długości punktowany, a stosunkowo masywne czułki osadzone są w ⅓ jego długości licząc od wierzchołka. Silnie wypukłe oczy złożone odróżniają ten gatunek od pokrewnego Cleopus solani. Kształt przedplecza jest najszerszy u podstawy lub bardzo blisko niej, a jego boki w części nasadowej są równoległe lub na krótkim odcinku słabo rozbieżne ku przodowi. Odnóża mają duże i ostre kolce na udach i parę równej długości pazurków na wszystkich stopach u obu płci. Samce ponadto cechują się cienkimi kolcami na wewnętrznej stronie wierzchołków goleni wszystkich par odnóży.

## Biologia i ekologia
Owad ten zasiedla wilgotne zarośla, piaszczyste i muliste pobrzeża potoków, stawów i łach oraz wilgotne stanowiska w widnych lasach. Jest fitofagiem, żerującym na trędownikowatych: trędowniku bulwiastym i namulniku brzegowym. Samice składają po dwa lub trzy jaja do okrągławego kształtu komór jajowych w miękiszu liści. Czynność tę wykonują w maju lub czerwcu. Larwy są ektofoliofagami, żerującymi głównie na spodniej stronie liści, rzadziej zjadają także łodygę. Przepoczwarczenie następuje latem w kokonie umieszczonym na roślinie.

## Rozprzestrzenienie
Gatunek zachodniopalearktyczny, w Europie znany z Francji, Wielkiej Brytanii, Holandii, Niemiec, Austrii, Szwajcarii, Włoch, Danii, Norwegii, Szwecji, Finlandii, Estonii, Łotwy, Litwy, Polski, Czech, Słowacji, Węgier, Słowenii i Rumunii. Północna granica zasięgu biegnie przez południową część Skandynawii. Poza tym podawany z Madery i zachodniej części kontynentalnej Afryki Północnej.